# Hochbehälter Wintersheim

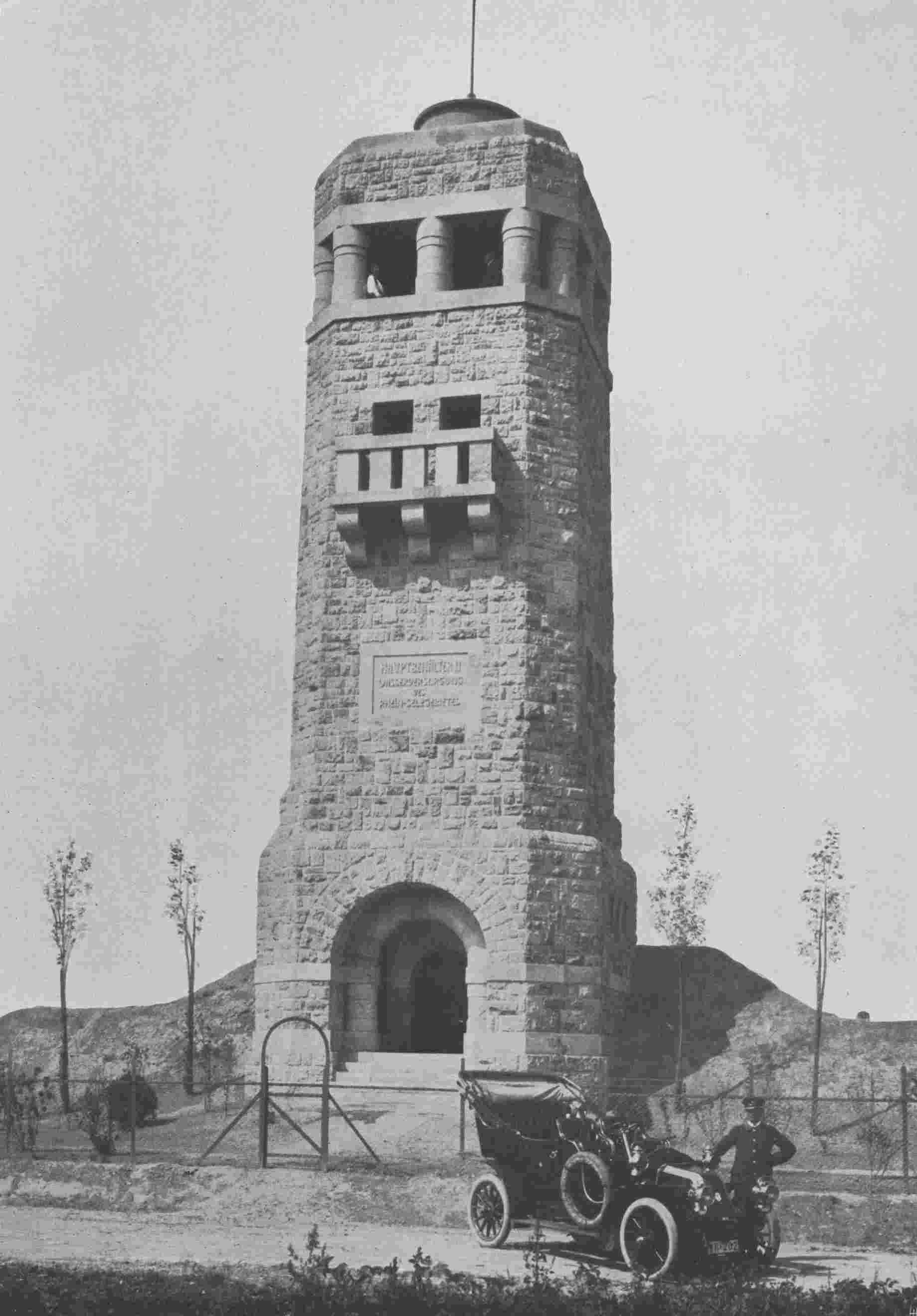
Hochbehälter Wintersheim (1907)

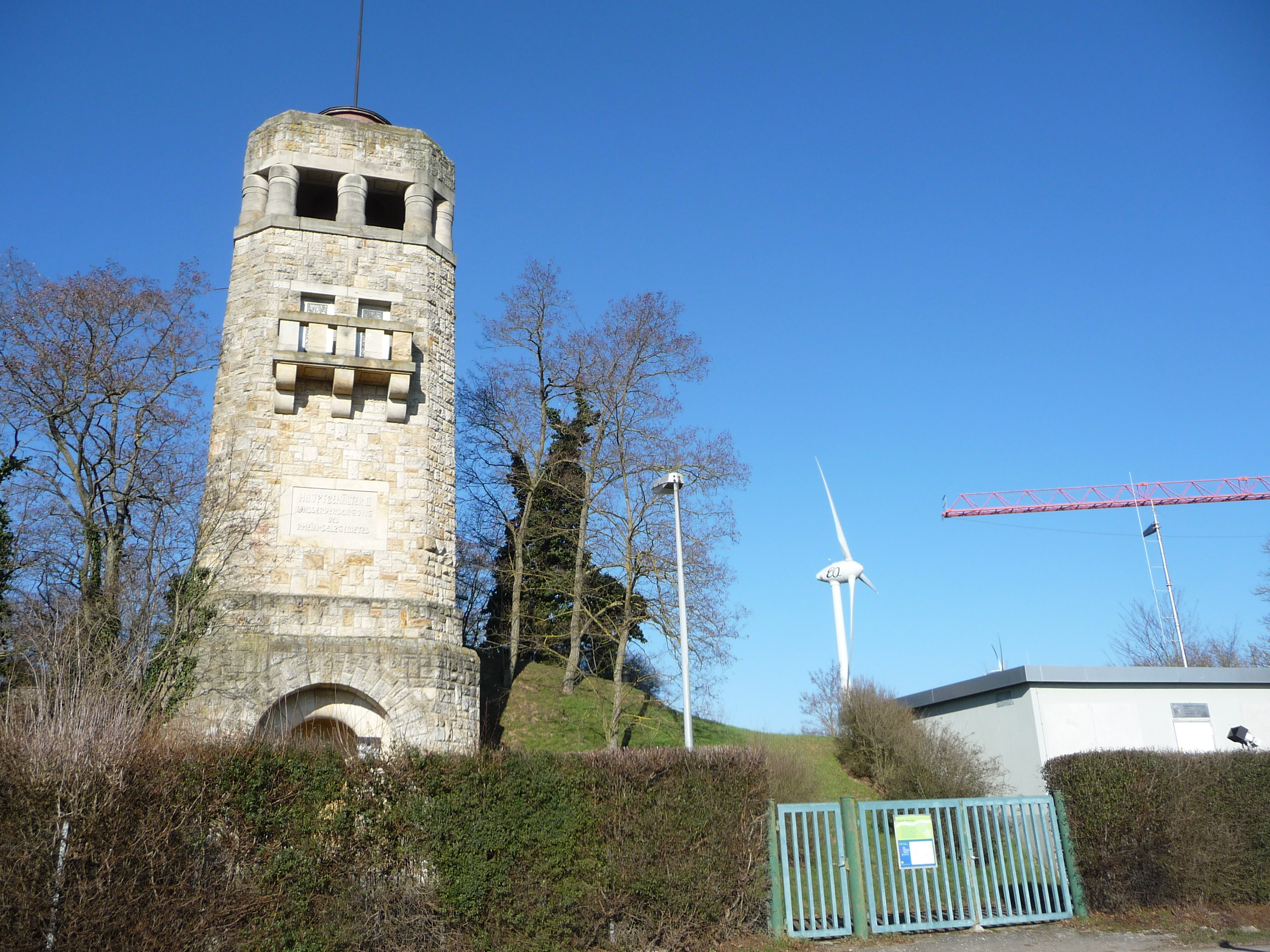
Hochbehälter Wintersheim (2017)

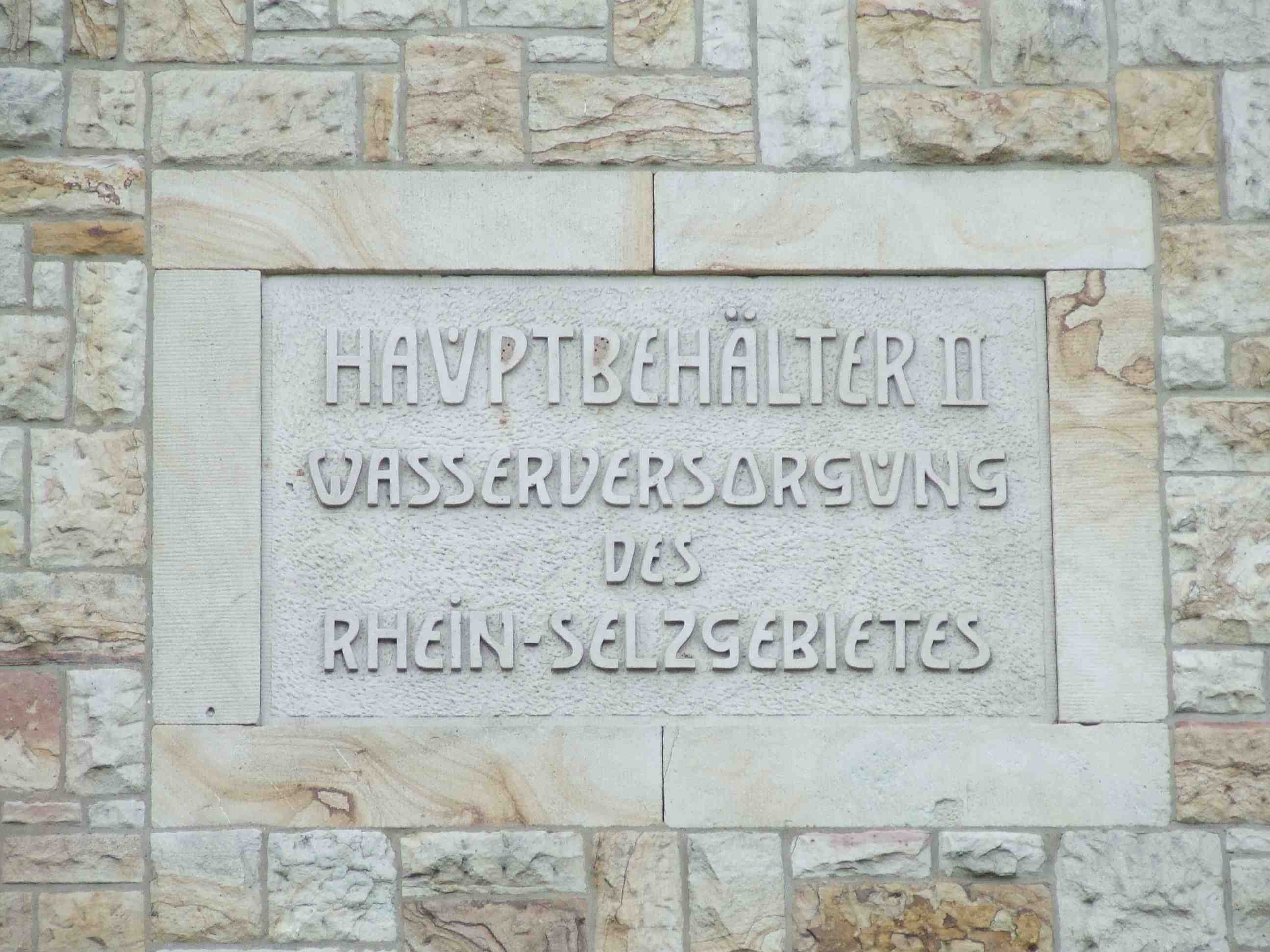
Inschrift: Hauptbehälter II – Wasserversorgung des Rhein-Selzgebietes

Der Hochbehälter Wintersheim wurde 1906 im Jugendstil auf dem so genannten 231 Meter hohen Scheelebell zwischen den Ortschaften Wintersheim und Eimsheim, als Hauptbehälter II – Wasserversorgung des Rhein-Selzgebietes mit 1000 Kubikmeter Inhalt errichtet. 

## Bedeutung
Der Hochbehälter gilt als das Herzstück der Trinkwasservorhaltung in Rheinhessen. Von hier aus fließt das Wasser in über 60 Ortschaften inklusive Großabnehmer. Nur wenige Orte sind über eine Druckleitung bzw. mit Pumpen angeschlossen, das meiste wird über das normale Gefälle geregelt.

## Gestaltung
Neben dem Pumpwerk Guntersblum, der heutigen Wasserversorgung Rheinhessen GmbH (WVR), wurde der Haupthochbehälter sehr aufwendig gestaltet. Die Fassade schmücken Sandsteinquader aus den ehemaligen Flonheimer Steinbrüchen. Der Architekt Wilhelm Lenz ließ, unter Baurat Bruno von Boehmer, über dem Behälter einen 18 Meter hohen Aussichtsturm errichten, von dessen Balkon und Aussichtsplattform man einen weiten Blick über das rheinhessische Hügelland und die Rheinebene hat. Im Rahmen des Wintersheimer Weinwandertages am ersten Sonntag im September öffnet die WVR das Gelände und man hat die Möglichkeit den neuesten der drei vorhandenen Wasserbehälter zu besichtigen. Eine Besichtigung des Hochbehälterturms ist nicht möglich.
Neben dem über einhundert Jahre alten Hochbehälter befinden sich weitere nüchtern gehaltene Haupthochbehälter und Pumpwerke des "Wasserversorgungsverband Rhein-Selz-Gebiet" bzw. der WVR aus den Jahren 1973 und 1996.

## Geschichte
Am 14. Oktober 1907 war die feierliche Eröffnung der Wasserversorgungsanlage für das Rhein-Selz-Gebiet. Dem hessischen Innenminister Ernst Albrecht Braun wurde der goldene Schlüssel zur Öffnung des Werkes übergeben.